# Горячев, Фёдор Степанович
Фёдор Степанович Горячев (24 сентября 1905 — 9 ноября 1996) — советский партийный и государственный деятель, первый секретарь Тюменского, Калининского и Новосибирского обкомов КПСС. Герой Социалистического Труда.

## Биография
Родился 24 сентября 1905 года в деревне Полибино Алатырского уезда Порецкой волости Симбирской губернии (ныне Порецкого района Чувашии) в семье крестьянина.

### Комсомольская деятельность
С 1924 года на комсомольской работе: секретарь базовой ячейки комсомола, секретарь волостного комитета комсомола в селе Порецкое Чувашской АССР.
С 1926 года заведующий отделом агитации и пропаганды уездного комитета комсомола в Алатырском районе Чувашской АССР, с 1928 года преподаватель, директор железнодорожной школы в городе Алатыре.
В 1934 году окончил Московский горный институт (ныне – Горный институт НИТУ «МИСиС»). В том же году по решению Центрального комитета партии был направлен на работу в Башкирскую АССР. С 1934 по 1936 год секретарь Иглинского райкома ВЛКСМ Башкирской АССР.

### Политическая деятельность
С 1936 по 1937 год председатель Иглинского районного исполкома, с 1937 по 1938 год первый секретарь Иглинского райкома ВКП(б), затем — первый секретарь Альшевского райкома ВКП(б) Башкирской АССР, заведующий сельскохозяйственным отделом Башкирского обкома ВКП(б). Депутат Верховного Совета БАССР первого созыва (избран от Мишкинского округа, Мишкинский район, 1938 год).
С 1939 по 1943 год работал в Пензенской области, был третьим (1939—1940), затем вторым секретарём (1940—1943) Пензенского обкома ВКП(б). В 1945 году был направлен в Тюменскую область. С 1945 по декабрь 1951 года — второй, с декабря 1951 по декабрь 1955 года — первый секретарь Тюменского обкома ВКП(б)/КПСС.
С декабря 1955 года по январь 1959 года — первый секретарь Калининского обкома КПСС, с 17 января 1959 по 19 декабря 1978 года — первый секретарь Новосибирского обкома КПСС (с 14 января 1963 по 22 декабря 1964 года в связи с разделением областной партийной организации на сельскую и промышленную возглавлял Новосибирский сельский обком).
За время нахождения в должности в Новосибирской области были созданы научные центры АН СССР, ВАСХНИЛ, АМН СССР, начато массовое строительство жилья и строительство метро, построен второй мост через Обь.
Член ЦК КПСС в 1952–1981 годах, делегат XIX, ХХ, XXI (внеочередного), XXII, XXIII, XXIV и XXV съездов КПСС.
Депутат Верховного Совета СССР 4-9 созывов и депутат Верховного Совета РСФСР РСФСР 2-3 созывов. С декабря 1978 года — персональный пенсионер союзного значения.
Скончался 9 ноября 1996 года в Москвe. Похоронен на Хованском кладбище.

## Награды
- Указом Президиума Верховного Совета СССР от 1 декабря 1972 года за большие заслуги по мобилизации трудящихся на выполнение государственных планов первому секретарю Новосибирского обкома КПСС Горячеву Фёдору Степановичу присвоено звание Героя Социалистического Труда с вручением ордена Ленина и золотой медали «Серп и Молот».
- Награждён пятью орденами Ленина, орденом Октябрьской Революции, орденом Трудового Красного Знамени, орденом Дружбы Народов, а также медалями.

## Известные адреса
Москва, улица Пречистенка, д. 30, кв. 25

## Память
- В Новосибирске на здании Новосибирского художественного музея (бывший обком КПСС, Красный проспект, д. 5) в честь Ф.С. Горячева установлена мемориальная доска.
- В память о Фёдоре Горячеве одна из улиц Кировского района Новосибирска названа его именем.